# Natalia López Gallardo
Natalia López Gallardo (La Paz, 1980) es una editora, montadora, directora y posproductora de cine boliviana-mexicana.  

## Trayectoria
Nació en La Paz, donde estudió Arquitectura. A principio del 2000 se trasladó a México donde continúa residiendo. En este país se sintió atraída por el cine e ingresó en el Centro de Capacitación Cinematográfica.  En 2006 realizó la dirección de su primer corto, En el cielo como en la tierra producido por Adriana Castillo y el Centro de Capacitación Cinematográfica, que formó parte de la selección oficial del Festival Internacional de Cine de Morelia y que fue presentado en la semana de la Crítica en el Festival de Cannes en 2007. En 2011 fue cofundadora junto a Carlos Reygadas del estudio de posproducción Splendor Omnia ubicado en Tepoztlan, el estado de Morelos.
López Gallardo,ha trabajado como editora montadora en películas como Luz silenciosa (2007) y Post Tenebras Lux (2012) de Carlos Reygadas, Heli (2013) de Amat Escalante, o Jauja (2014) de Lisandro Alonso. En 2018 experimentó en la actuación con Nuestro tiempo dirigida por Carlos Reygadas siendo también la editora.
En 2022 estrena su primer largometraje, Manto de gemas, una película que explora la violencia generada por el crimen organizado, en la que narra la historia de tres mujeres que viven la opresión de la institucionalidad del narcotráfico en una zona rural del norte del país. La película, inspirada por la situación de la gente del estado de Morelos, donde reside la cineasta, es una de las 18 que compitieron por el Oso de Oro en la Berlinale 2022  La película protagonizada por Nailea Norvind, Antonia Olivares y Daniel García Treviño es una coproducción entre México, Argentina y Estados Unidos.

## Filmografía
- En el cielo como en la tierra (2007) corto 20' - directora y guionista
- Luz silenciosa (2008) montadora
- Post Tenebras Lux (2012) montadora
- Heli (2013) - montadora
- Jauja (2014) - montadora
- Nuestro Tiempo (2018) - actriz
- Manto de gemas (2022) - directora y guionista